# Maryville (Tennessee)
 Maryville – miasto w Stanach Zjednoczonych, w stanie Tennessee, w hrabstwie Blount. Według danych z 2000 roku miasto miało 23120 mieszkańców.